# Urawa Red Diamonds 2010
Questa voce raccoglie le informazioni riguardanti gli Urawa Red Diamonds nelle competizioni ufficiali della stagione 2010.

## Maglie e sponsor
Viene apportata una modifica al colletto della divisa, di forma circolare e bordato di bianco. Fornitore tecnico (Nike) e sponsor ufficiale (Savas) vengono confermati.
| Manica sinistra · Manica sinistra · Maglietta · Maglietta · Manica destra · Manica destra · Pantaloncini · Pantaloncini · Calzettoni | Manica sinistra · Manica sinistra · Maglietta · Maglietta · Manica destra · Manica destra · Pantaloncini · Pantaloncini · Calzettoni |

## Rosa
| N. |                         | Ruolo | Calciatore            |
| -- | ----------------------- | ----- | --------------------- |
| 1  | Giappone (bandiera)     | P     | Norihiro Yamagishi    |
| 2  | Giappone (bandiera)     | D     | Keisuke Tsuboi        |
| 3  | Giappone (bandiera)     | C     | Hajime Hosogai        |
| 4  | Australia (bandiera)    | D     | Matthew Špiranović    |
| 5  | Burkina Faso (bandiera) | A     | Wilfried Sanou        |
| 6  | Giappone (bandiera)     | C     | Nobuhisa Yamada       |
| 7  | Giappone (bandiera)     | C     | Tsukasa Umesaki       |
| 8  | Giappone (bandiera)     | C     | Yōsuke Kashiwagi      |
| 10 | Brasile (bandiera)      | C     | Robson Ponte          |
| 11 | Giappone (bandiera)     | A     | Tatsuya Tanaka        |
| 13 | Giappone (bandiera)     | C     | Keita Suzuki          |
| 14 | Giappone (bandiera)     | C     | Tadaaki Hirakawa      |
| 15 | Giappone (bandiera)     | A     | Sergio Ariel Escudero |

| N. |                     | Ruolo | Calciatore         |
| -- | ------------------- | ----- | ------------------ |
| 16 | Giappone (bandiera) | A     | Hiroyuki Takasaki  |
| 17 | Brasile (bandiera)  | A     | Edmilson           |
| 18 | Giappone (bandiera) | P     | Nobuhiro Kato      |
| 20 | Giappone (bandiera) | D     | Satoshi Horinouchi |
| 21 | Giappone (bandiera) | D     | Takuya Nagata      |
| 24 | Giappone (bandiera) | A     | Genki Haraguchi    |
| 26 | Giappone (bandiera) | D     | Mizuki Hamada      |
| 29 | Giappone (bandiera) | P     | Koki Otani         |
| 31 | Giappone (bandiera) | D     | Takuya Okamoto     |
| 32 | Giappone (bandiera) | C     | Yusuke Hayashi     |
| 33 | Giappone (bandiera) | C     | Shunki Takahashi   |
| 34 | Giappone (bandiera) | C     | Naoki Yamada       |
| 35 | Giappone (bandiera) | C     | Tomoya Ugajin      |

## Statistiche

### Statistiche di squadra
| Competizione           | Punti | Totale | Totale | Totale | Totale | Totale | Totale | DR  |
| Competizione           | Punti | G      | V      | N      | P      | Gf     | Gs     | DR  |
| ---------------------- | ----- | ------ | ------ | ------ | ------ | ------ | ------ | --- |
| J. League Division 1   | 48    | 34     | 14     | 6      | 14     | 48     | 41     | +7  |
| Coppa Yamazaki Nabisco | -     | 6      | 2      | 2      | 2      | 6      | 6      | 0   |
| Coppa dell'Imperatore  | -     | 4      | 3      | 0      | 1      | 11     | 2      | +9  |
| Totale                 |       | 44     | 19     | 8      | 17     | 65     | 49     | +16 |